# Zugspitze
La Zugspitze (2.962 m s.l.m.) è la montagna più elevata della Germania, situata al confine fra Germania e Austria, all'interno dei Monti del Wetterstein nelle Alpi Calcaree Nordtirolesi, a circa 10 km a sud-ovest della località sciistica bavarese di Garmisch-Partenkirchen e circa 35 km a nord-ovest di Innsbruck.
Il nome deriva dalle frequenti valanghe, in tedesco al plurale Lawinenzüge, che hanno luogo sulla parete nord. Nel massiccio si trovano due dei pochi ghiacciai della Germania: lo Schneeferner e il Höllentalferner. È anche un ghiacciaio utilizzato per lo sci invernale ed estivo, anche se questi si sta ritirando sempre più, ed è raggiunto da vertiginose e ardite funivie sia dal versante tedesco sia da quello austriaco, una di queste prodotta dalla Hölzl.

## Geologia
Gli strati geologici che compongono la montagna sono rocce sedimentarie dell'era mesozoica, originariamente depositate sul fondale marino. La base della montagna è costituita da letti di muschio pietrificati, mentre gli strati superiori sono costituiti dal calcare di Wetterstein. Con pareti rocciose scoscese alte fino a 800 metri, il calcare di Wetterstein del Triassico superiore è il principale componente delle pareti rocciose, dei pinnacoli e delle rocce sommitali della montagna. Grazie alla frequente presenza di alghe coralline marine nel calcare di Wetterstein, si può dedurre che questa roccia si sia formata un tempo in una laguna. Il colore della roccia varia tra il grigio-bianco e il grigio chiaro, fino alle macchie. In diversi punti contiene minerali di piombo e zinco. Gli strati di gesso muschiato, di colore grigio scuro, quasi orizzontali e in parte ricoperti di erba. Dall'aspetto della parete nord della Zugspitze si evince che questo massiccio era originariamente costituito da due catene montuose sovrapposte.

## Clima
Il clima è quello della tundra, mantenendo l'unico ghiacciaio presente in Germania, che ha osservato la sua riduzione nel corso degli anni. Da un punto di vista climatico, lo Zugspitze si trova nella zona temperata e i suoi venti prevalenti sono quelli occidentali. Essendo il primo alto ostacolo orografico a questi venti occidentali nelle Alpi, lo Zugspitze è particolarmente esposto alle intemperie. È di fatto la barriera nord delle Alpi (Nordstau der Alpen), contro la quale si accumulano le masse d'aria umide che rilasciano forti precipitazioni. Allo stesso tempo, lo Zugspitze funge da barriera protettiva per le catene alpine a sud. Le condizioni meteorologiche del Favonio, invece, spingono nella direzione opposta rispetto al massiccio, interessando la regione per circa 60 giorni all'anno. Queste masse d'aria calda e secca fluiscono da sud a nord e possono portare a temperature insolitamente elevate in inverno. Tuttavia, il gelo domina la scena sulla Zugspitze con una media di 310 giorni all'anno.
Per i decenni dal 1961 al 1990 - definiti dall'Organizzazione meteorologica mondiale "periodo normale" - le precipitazioni medie annue sullo Zugspitze sono state di 2.003,1 mm; il mese più piovoso è stato aprile con 199 mm e il più secco ottobre con 108,8 mm. A titolo di confronto, i valori per il 2009 sono stati di 2.070. 8 mm; il mese più piovoso è stato marzo con 326,2 mm e il più secco gennaio con 56,4 mm. La temperatura media del periodo normale è stata di -4,8 °C, con luglio e agosto più caldi con 2,2 °C e febbraio più freddo con -11,4 °C. In confronto la temperatura media del 2009 è stata di -4,2 °C, il mese più caldo è stato ottobre con 108,8 mm. 2 °C, il mese più caldo è stato agosto con 5,3 °C e il più freddo febbraio con -13,5 °C. L'insolazione media durante il periodo normale è stata di 1.846,3 ore all'anno, il mese più soleggiato è stato ottobre con 188,8 ore e il più buio dicembre con 116,1 ore. Nel 2009 ci sono state 1.836. 3 ore di sole, il minimo si è verificato a febbraio con appena 95,4 ore e il massimo ad aprile con 219 ore. Nel 2009, secondo il rilevamento meteorologico del Met Office tedesco, lo Zugspitze è stato il luogo più freddo della Germania con una temperatura media annua di -4,2 °C.
La temperatura più bassa misurata sullo Zugspitze è stata di -35,6 °C il 14 febbraio 1940. La temperatura più alta si è verificata il 5 luglio 1957, quando il termometro ha raggiunto i 17,9 °C. Il 12 giugno 1985 una tempesta ha fatto registrare 335 km/h, la più alta velocità del vento misurata sullo Zugspitze. Nell'aprile del 1944 i meteorologi registrarono una profondità della neve di 8,3 metri. Oggi la neve si scioglie completamente durante l'estate, ma in passato la neve poteva resistere nei mesi estivi; l'ultimo caso in cui la neve non si è sciolta durante l'intera stagione estiva è stato nel 2000.

## Flora
La flora della Zugspitze non è particolarmente varia a causa delle condizioni del terreno, tuttavia la vegetazione è particolarmente colorata.
Le pendici settentrionali del massiccio, ombreggiate e umide, come ad esempio il Wettersteinwald, sono tra gli ambienti più ricchi di specie dello Zugspitze. Il pino mugo cresce fino a 1.800 metri di altitudine. I boschi più in basso sono costituiti principalmente da abeti rossi, ma vi si trovano anche caprifoglio. L'aquilegia scura, la clematide alpina, la monachella blu e gialla, il cardo carlino senza gambo, il falso aster, la cinquefoglia dorata, la sassifraga e il nontiscordardime fioriscono nelle zone meno boscose, mentre la cinquefoglia, la pinguicola e il giglio turco prosperano sui terreni rocciosi delle foreste di montagna. Anche il mughetto e la dafne sono presenti, soprattutto sul lago Eibsee.
A sud lo scenario cambia in lariceti e in boschi misti di faggio e sicomoro. Anche qui il pino mugo cresce alle quote più elevate, oltre i 2.000 metri.
Relativamente rari in tutta l'area dello Zugspitze sono alberi come il tiglio, la betulla e il ginepro. Le più svariate specie di muschio, che spesso ricoprono completamente le rocce calcaree all'aperto, sono presenti in gran numero.
Sulla Zugspitze fioriscono anche altre piante alpine ben note, come la stella alpina, la genziana e, più raramente, il ciclamino.

## Fauna
Le rocce intorno alla Zugspitze sono un habitat per i camosci, mentre le marmotte sono diffuse sul versante meridionale del massiccio. In vetta è frequente la presenza di gracchi alpini, attirati dalle persone che danno loro da mangiare. Più in basso si trovano la lepre di montagna e il ghiro delle nocciole. Tra gli uccelli alpini presenti sullo Zugspitze vi sono l'aquila reale, la pernice bianca e il fringuello delle nevi. I bacini di Mittenwald e Seefeld, si trovano sulle rotte migratorie degli uccelli.
La lucertola vivipara abita i terreni rocciosi, così come la salamandra nera alpina, nota localmente come Bergmandl, che può essere vista dopo le piogge mentre si sale. I boschi intorno allo Zugspitze ospitano il cervo rosso, lo scoiattolo rosso, la donnola, il gallo cedrone e il fagiano di monte.

## Galleria d'immagini

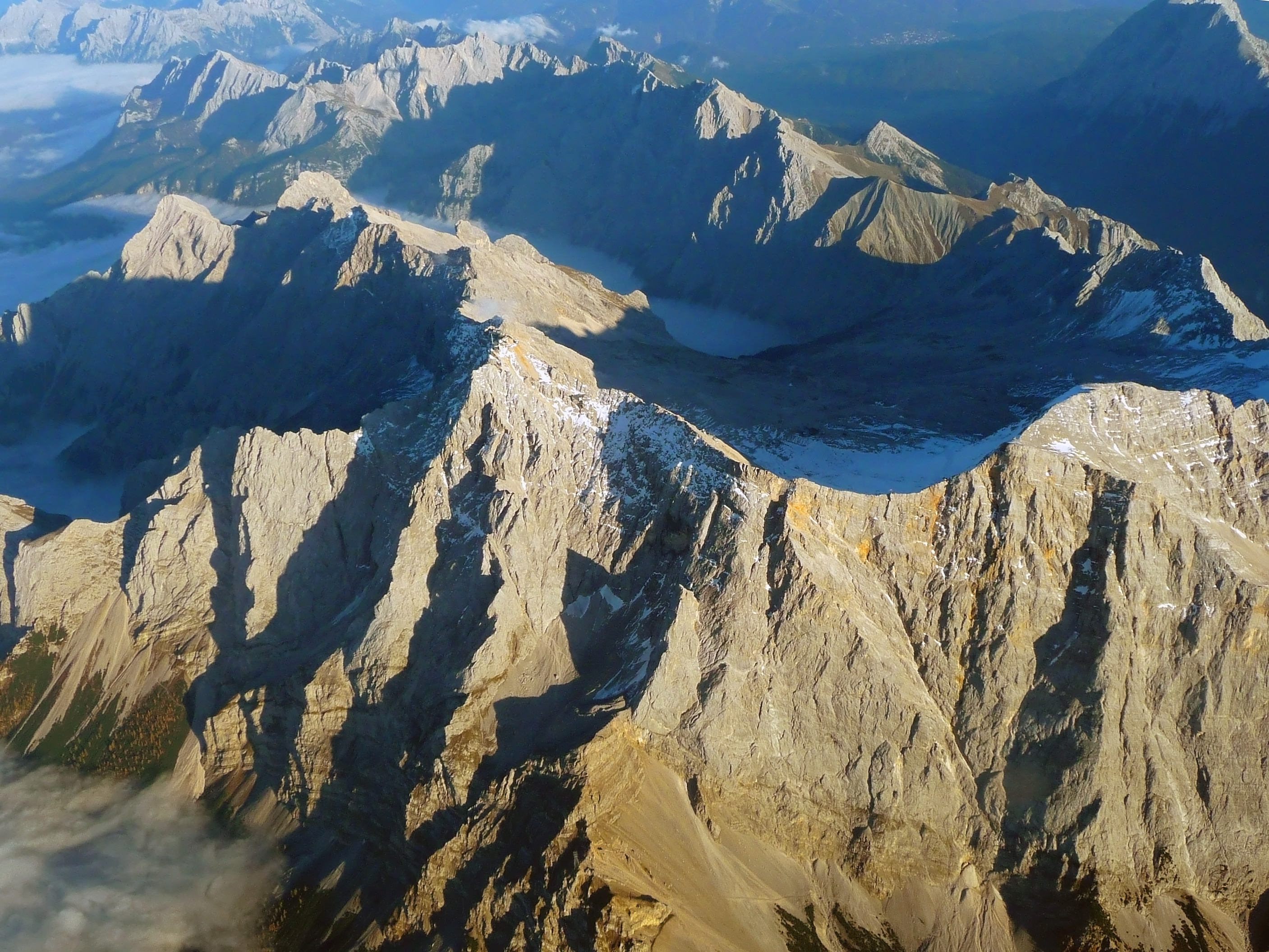
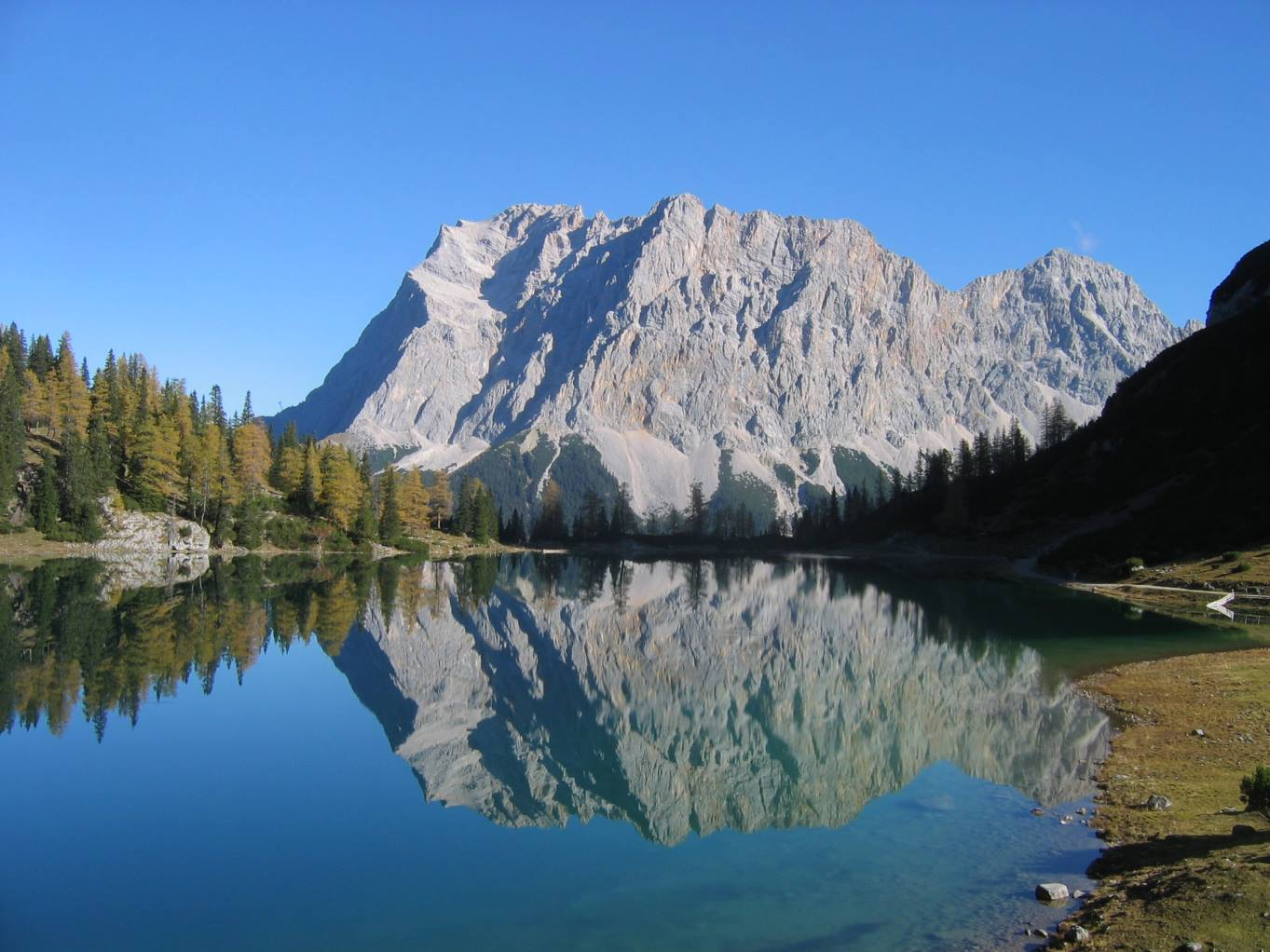
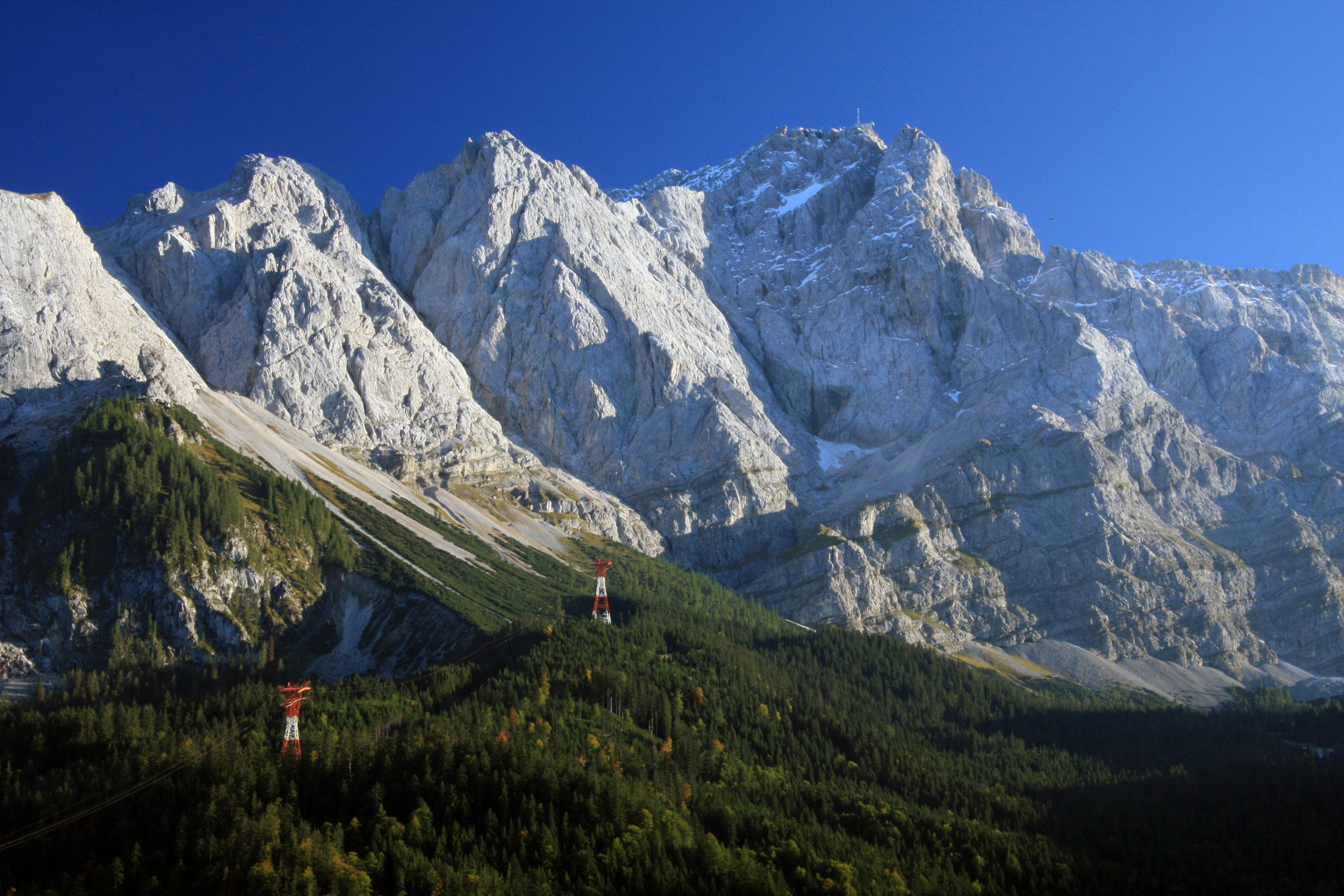
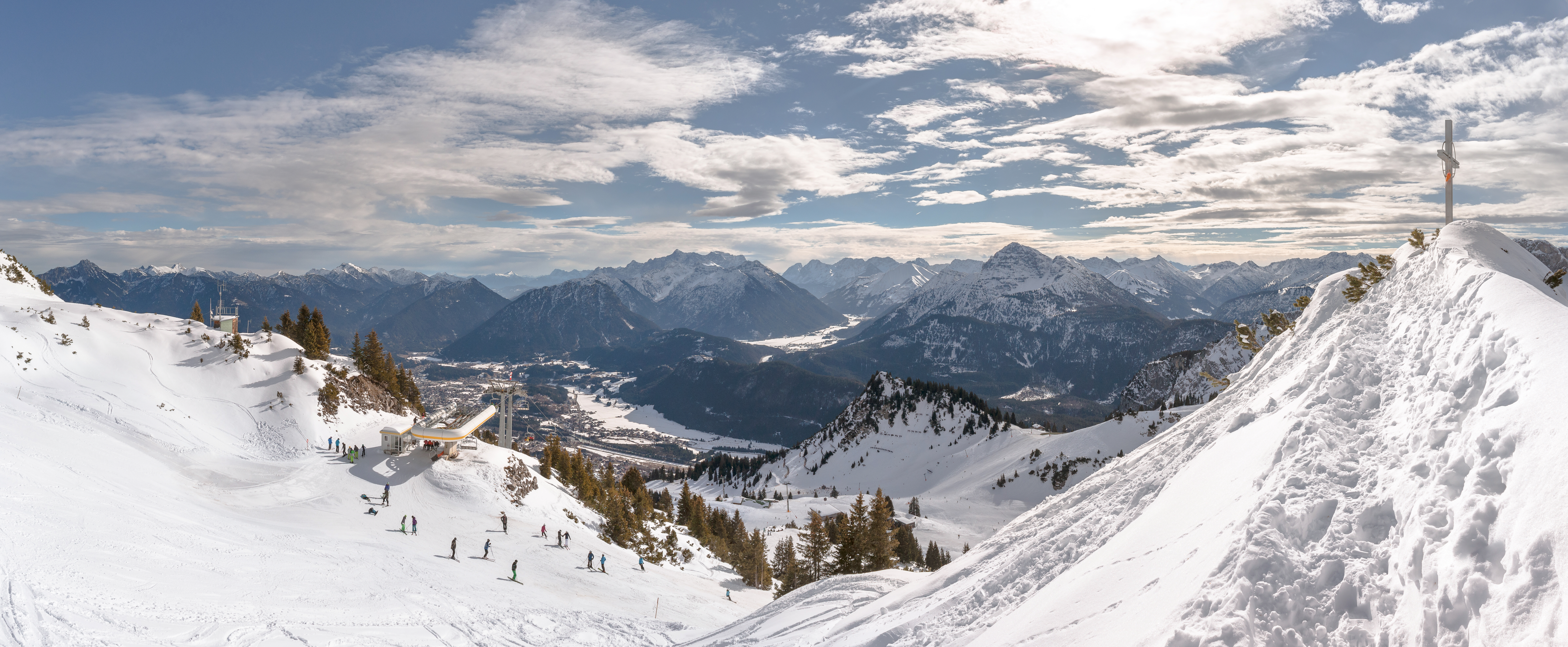